# Vervoer in Nederland
Nederland heeft een uitgebreide infrastructuur voor personen- en goederenvervoer.

## Infrastructuur

### Spoorwegen
In totaal ligt er 2808 km aan spoorlijnen in Nederland. De standaard spoorwijdte in Nederland is 1,435 m.

### Wegen
Per vierkante kilometer land ligt er in Nederland gemiddeld vijf kilometer weg of straat; in de vier grootste steden is de wegendichtheid ongeveer het dubbele. In totaal ligt er in Nederland:
- 125.575 km wegen, veel daarvan zijn geheel of gedeeltelijk ingericht voor het fietsverkeer. Hiervan is:
  - 113.018 km verhard;
  - 12.557 km onverhard.

Volgens het Centraal Bureau voor de Statistiek werd in 2017 door het gemotoriseerd verkeer in Nederland (personenauto's, vrachtauto's en bussen) 147,6 miljard kilometer afgelegd, een absoluut record en een toename van 11,7 % in vergelijking met 2002. Hiervan werd 119,1 miljard km afgelegd door personenauto's, een toename van 14,3 % in vijftien jaar. Het aantal personenauto's nam in diezelfde periode met 20,1 % toe tot 9,1 miljoen.

### Waterwegen
De totale lengte van de waterwegen (geschikt voor schepen van 50 ton) is 5046 km.

### Pijpleidingen
Er is in Nederland 418 km pijpleiding voor ruwe olie, voor aardolieproducten 965 km en voor aardgas 10.230 km

### Scheepvaart
Havens en havenplaatsen in Nederland zijn: Amsterdam, Delfzijl, Dordrecht, Eemshaven, Groningen, Haarlem, Harlingen, Hengelo, IJmuiden, Kampen, Maastricht, Rotterdam, Sint Eustatius, Terneuzen, Utrecht en Vlissingen.
Er zijn in Nederland totaal 596 vrachtschepen van minimaal 1000 ton. Er zijn 3 bulkcarriers, 371 cargoschepen, 43 tankers voor vervoer van chemische stoffen, 59 containerschepen, 21 vloeibaar gas-tankers, 1 vee-carrier, 9 multi-functionele carriers, 8 passagiersschepen, 26 olietankers, 29 koelschepen, 18 roll-on/roll-off schepen, 3 passagiersschepen binnenvaart en 5 gespecialiseerde tankers.

### Vliegvelden
In Nederland zijn 28 vliegvelden. Er zijn er 19 met verharde landingsbanen. De lengtes van de landingsbanen zijn:
- Meer dan 3047 m: 2
- 2438 tot 3047 m: 7
- 1524 tot 2437 m: 6
- 914 tot 1523 m: 3
- Minder dan 914 m: 1 (2000)

Met onverharde landingsbanen: 9
- 914 tot 1523 m landingsbaan: 3
- Minder dan 914 m landingsbaan: 6 (2000)

Helihavens: 2 (2005)

## Vervoersstromen

### Goederenvervoer
In Nederland komt jaarlijks zo'n 330.000.000 ton goederen per schip het land binnen. Daarbij gaat het om 43.000 reizen, waarvan 19.000 in lijndiensten. Dat betekent dat er wekelijks per inwoner van Nederland, ongeveer 400 kg goederen per schip het land binnenkomt. Een groot deel daarvan gaat via Nederland ergens anders naartoe.
Er gaat jaarlijks zo'n 100.000.000 ton goederen per schip het land uit.
Drie kwart van deze lading gaat via de haven van Rotterdam. Van de lading die per container wordt vervoerd gaat zelfs 98% naar het buitenland.
Deze goederen kunnen als volgt verdeeld worden.
| Type lading                       | In                | Uit  |
| --------------------------------- | ----------------- | ---- |
|                                   | (x 1.000.000 ton) |      |
| Aardolie en aardolieproducten     | 133               | 15,6 |
| Vaste brandstoffen                | 40                | 3,5  |
| Ertsen en metaalresiduen          | 46                | 4,3  |
| Chemische producten               | 18,3              | 9,9  |
| Landbouwproducten; levende dieren | 3,9               | 1,9  |
| voedingsproducten                 | 19,4              | 5,3  |
| Ruwe mineralen; bouwmaterialen    | 12,6              | 3,3  |
| Meststoffen                       | 2,9               | 2,6  |
| Overige                           | 46                | 52   |

Bron: bron cb-statline 

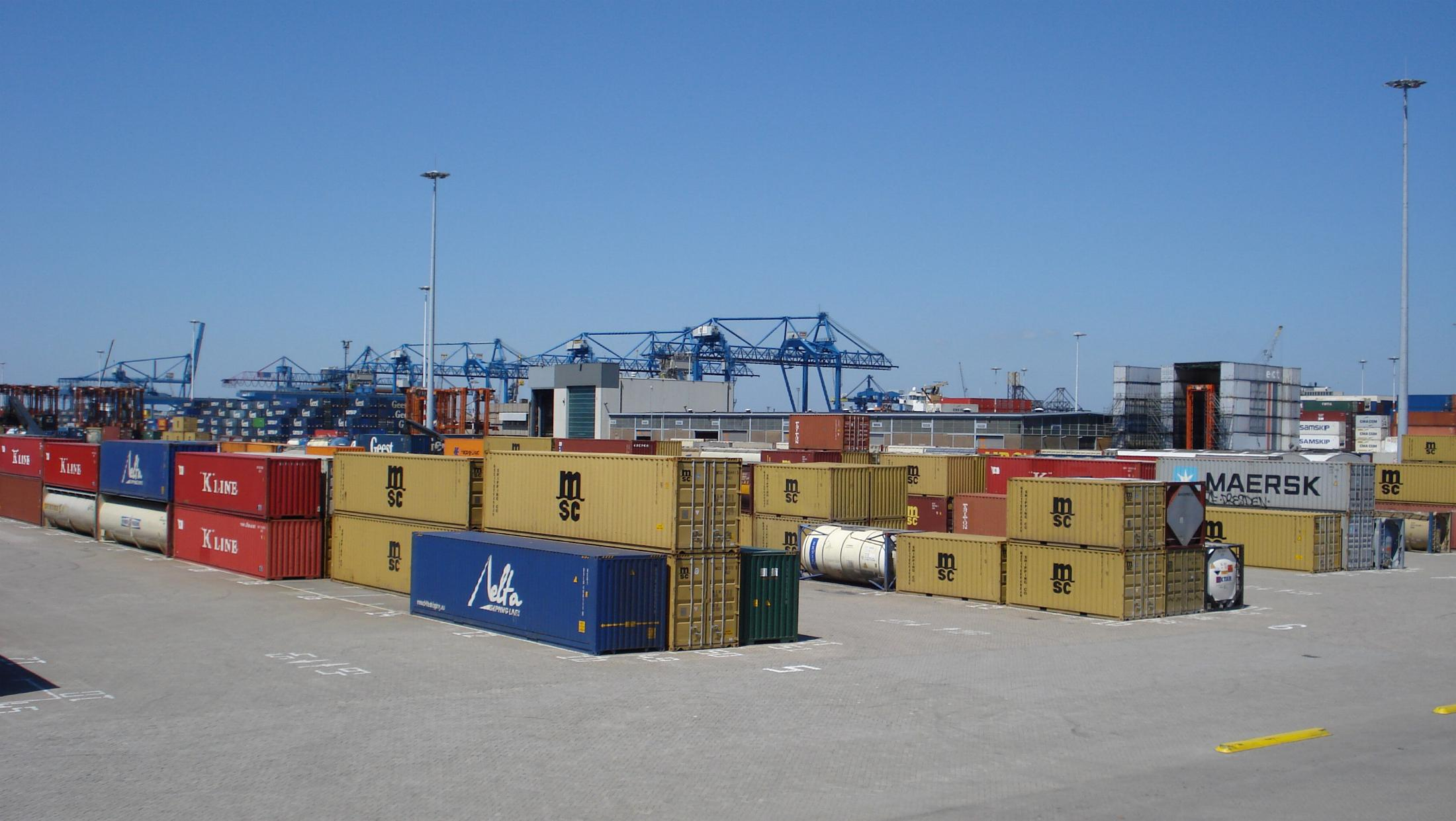
Eemhaven, Rotterdam

Schepen brengen dagelijks 3,9 kg landbouw- en voedingsproducten per inwoner Nederland binnen. Bij die 3,9 kg zit ook veevoer, en producten die (eventueel na bewerking) per spoor of over de weg het land uit gaan.
Bevolking · Defensie · Economie · Geografie · Geschiedenis · Politiek en overheid · Vervoer